# The Lion Guard
The Lion Guard è una serie animata creata da Ford Riley per la regia di Howy Parkins e le musiche composte da Christopher Willis e Beau Black, appartenente al franchise de Il re leone.
La serie, trasmessa in anteprima il 22 novembre 2015 sul canale televisivo Disney Channel, come pilota ha il primo speciale intitolato The Lion Guard - Il ritorno del ruggito, è in onda sul canale Disney Junior e Disney Channel dal 15 gennaio 2016, prodotta dalla Walt Disney Pictures Television Animation Distribution e distribuita in Italia dalla Disney-ABC Domestic Television. A marzo 2016 e 2017 la serie è stata rinnovata per una seconda e terza stagione.
È la seconda serie televisiva basata sul franchise dopo Timon e Pumbaa, serie televisiva a cartoni animati periodica tra il 1995 e il 1999. La serie rappresenta una sorta di sequel del primo film e funge da sorta di midquel per il suo sequel del 1998 Il re leone 2 - Il regno di Simba.
La serie ha come protagonista il figlio maschio di Simba e Nala, Kion, che ha il compito di guidare la Guardia del Leone, un gruppo di animali che protegge il Cerchio della Vita. Durante la serie, Kion riuscirà a scoprire il passato della sua famiglia ma soprattutto del suo perfido prozio Scar. 
In Italia la serie è andata in onda con l'episodio iniziale di 45 minuti l'11 marzo 2016 in contemporanea su Disney Channel e Disney Junior e i primi otto episodi dal 6 aprile al 25 maggio dello stesso anno su Disney Junior, gli episodi dal 9 al 15 dal 3 al 12 ottobre mentre gli episodi dal 16 al 21 sono andati in onda da lunedì 13 a lunedì 20 febbraio 2017. Dall'8 marzo 2017 la serie è stata trasmessa in prima TV in chiaro su Rai Yoyo da lunedì alla domenica.
All'interno della serie venne trasmessa la mini-serie Incredibilmente Bunga, lo spin-off della serie presentato da Disney Junior e Disney Nature con Bunga e Ono nei panni di conduttori per sapere tutto sugli animali della savana, della giungla e delle foreste.

## Trama
La serie si propone come un seguito ideale del primo film del 1994 e che si svolge durante gli eventi de Il re leone II - Il regno di Simba (1998)
Kion è un giovane cucciolo di leone figlio di Simba e Nala e fratello minore di Kiara, un giorno mentre cerca di salvare il suo amico Bunga dalle iene rievoca il ruggito degli antenati, il ruggito degli antenati era un dono per il leader della Guardia del Leone, un gruppo di leoni che difendono le Terre del Branco, anche il perfido Scar era un leader della guardia, ma un giorno la distrusse col ruggito finendo per perderlo come punizione.
Kion deve diventare quindi il nuovo leader della Guardia del Leone e per la prima volta crea una guardia formata da diversi animali, i suoi amici Fuli il ghepardo-femmina, Bunga il tasso del miele, Besthe, l'Ippopotamo e Ono l'egretta. I cinque si avventurano quindi nelle terre del branco aiutando animali in difficoltà e sconfiggendo nemici.
Prima stagione (Trama generale) La serie ruota intorno a Kion, il secondo figlio di Simba e Nala, il quale riceve il compito arduo di guidare la Guardia del Leone, un gruppo incaricato di proteggere il Cerchio della Vita nelle Terre del Branco. Nel farlo, sfida la tradizione riunendo un gruppo di vari animali, a differenza di un gruppo di soli leoni. Questi animali sono Bunga il tasso del miele, Ono l'egretta, Beshte l'ippopotamo, Fuli il ghepardo e nella terza stagione Anga l'aquila. Durante le sue avventure, Kion riceve anche consigli dallo spirito di suo nonno, Mufasa. In questa stagione combattono prevalentemente le iene adolescenti Janja, Cheezi e Chungu, figli delle iene alleate di Scar del primo film.
Seconda stagione In questa stagione, il maligno zio di Simba, Scar, fa ritorno come spirito leonino di fuoco e offre consigli ai nemici della Guardia del Leone, radunando ogni animale delle Terre di Nessuno (tranne il branco di Jasiri) al vulcano, dov’è stato evocato dal cobra Ushari e (involontariamente) dal ruggito di Kion, con la sola intenzione di reclamare le Terre del Branco. A partire dall'episodio La puntura dello scorpione, Kion insieme alla Guardia vede Scar nel fuoco rendendosi conto che è il suo famigerato e perverso prozio.
Nell'episodio L'incendio della boscaglia di Mizimu, Scar si rivela a tutti gli abitanti delle Terre del Branco dopo che il suo esercito di iene, sciacalli, coccodrilli e avvoltoi ha distrutto con successo l'intera giungla di Mizimu. Minaccia Simba che è solo questione di tempo prima che tutte le Terre del Branco appartengano a lui ancora una volta. Fortunatamente la Guardia del Leone riesce a scacciare l'esercito di Scar verso le Terre di Nessuno con l'aiuto del re Simba e di tutti gli animali che Kion ha riunito per combattere uniti contro Scar. Dopo che tutti sono scioccati dal fatto che Scar sia tornato, re Simba ammette che Kion ha tenuto segreto su questo fatto perché gli ha ordinato di farlo. La più grande paura del re era che alcuni animali cominciassero a preoccuparsi e che non si sentissero più al sicuro nelle Terre del Branco. Ma dopo che suo figlio Kion ha mostrato a tutti che il piccolo alberello di baobab di Makini è sopravvissuto all'attacco di Scar, tutti riacquistano speranza. Kion assicura loro che possono farcela finché restano uniti e sottolinea che l'ultima volta non c'è stata una Guardia del Leone, ma ora c'è. Per celebrare questa speranza, tutti si radunano alla giungla di Mzimu, ora distrutta, per piantare l'alberello di Makini nella terra come parte del suo Mpando Mpaya. Nel seguente episodio, il finale della stagione, la Guardia del Leone riesce a reclamare una vittoria contro l'esercito di Scar estraendo i suoi avvoltoi con l'aiuto di Ono, di un'aquila marziale femmina di nome Anga e di un maschio di nome Hadithi (già visto nella prima stagione in un episodio). Insieme evitano i lanci di fuoco lanciati dagli avvoltoi per incendiare e scatenare più danni nelle Terre del Branco. Un nuovo alleato viene vinto perché Anga afferma "potrei abituarmici" dopo che Ono, che ha la vista acuta come lei, ha chiesto di collaborare con lui e la Guardia del Leone in futuro.
Terza stagione Nell'ultima stagione invece, ormai mezzi adulti, i nostri eroi affrontano e sconfiggono il terribile Scar, rispedendolo da dove è venuto, anche grazie a Janja e al suo branco, tornati buoni. Ma Kion rimedierà la stessa cicatrice di Scar, che egli ebbe a causa di un cobra alleato con un leone misterioso, causata da Ushari, mentre Ono perderà la vista acuta per salvare Banga dalla lava del vulcano durante lo scontro finale, diventando il più intelligente e venendo sostituito da Anga. La Guardia, ora in sei, con l'aiuto di Makini affronteranno flora e fauna diverse per raggiungere l'Albero della Vita, dove si possono guarire gli animali feriti, cosa che servirebbe alla cicatrice di Kion e alla vista di Ono. Lì la leonessa Janna regna, così la Guardia del Leone deciderà di restare e si alleeranno con il Night Pride, un gruppo formato da quattro leoni asiatici: i nipoti e il figlio secondogenito di Janna (Rani, Baliyo e il loro zio Surak) e la loro amica guaritrice Nirmala. In seguito, negli ultimi episodi, si alleerà a loro anche il ghepardo Azaad. Quando Janna muore, sua nipote Rani le succede e la giovane regina è pronta ad accettare il suo compito. Dopo varie battaglie contro il leopardo Makucha, la femmina di leopardo delle nevi Chuluun, il capo-femmina degli istrici Mama Binturong e il drago di komodo Ora, sconfitti definitivamente nell'episodio Il trionfo del ruggito con altri leopardi, altri draghi di comodo e gli altri istrici, Kion e la Guardia ritornano alle Terre del Branco, nonostante Rani nutra sentimenti (ricambiati) verso di lui e voglia che sia il suo re. Un giorno Mufasa indirizza a Kion, Askari un giovane leone asiatico, primo leader della prima Guardia del Leone che gli può insegnare a governare il ruggito, arrivando pure a distruggere o comandare le rocce. Nel finale, Kion e la Guardia del Leone vengono a sapere da Janja e Jasiri - arrivati a fatica sul posto - dell'arrivo della perfida e malvagia Zira e del suo branco nelle Terre del branco: erano dei leoni che Simba esiliò in quanto erano fedeli - Kion li aveva già conosciuti, affrontati e sconfitti nelle Terre di Nessuno nell'episodio 20 - a Scar e la Guardia avendo sistemato tutti i problemi deve ritornare indietro. Arrivati scoprono che il branco di Zira si è ravveduto e si è ribellato alla padrona che viene scacciata e sconfitta mortalmente da Kiara, Kovu, il figlio di quest'ultima è stato disegnato come futuro re e marito di Kiara (mentre Kion e La Guardia erano in viaggio si erano svolti gli eventi de Il regno di Simba), ma nell'assenza di Kion, la figlia di Zira, Vitani e parte del suo branco sono diventati la nuova guardia del leone. Kion allora sfida la guardia in tre sfide ma quando si propone il Mashindano per batterre Vitani, Kion capisce che non può più pretendere e che Vitani e la sua guardia devono prendere il loro posto, Askari si congratuta allora con Kion e gli dice che ha dimostrato di governare il ruggito ma gli dice che adesso lo potra usare per difendere Il Regno della Notte; Kion e la sua guardia accettano ma prima Kion mostra a Vitani come governare il ruggito, arrivando ad alzare la rupe dei re davanti a tutto il regno. Kion e Rani si sposeranno diventando re e regina dell'Albero della Vita, venendo proclamati da Makini, al cospetto delle loro famiglie e dei loro sudditi che abitano nelle Terre del Branco e dalle vicinanze dell'Albero della Vita, mentre gli spiriti del nonno Mufasa, della nonna Janna e di Askari, antenato di Nirmala, li osservano orgogliosamente dal cielo.

## Episodi
| Stagione         | Episodi         | Prima TV USA | Prima TV Italia |
| ---------------- | --------------- | ------------ | --------------- |
| Prima stagione   | 26 + 1 speciale | 2016–2017    | 2016–2017       |
| Seconda stagione | 28 + 1 speciale | 2017–2019    | 2017–2019       |
| Terza stagione   | 18 + 1 speciale | 2019         | 2019-2024       |

## Personaggi

### Personaggi Principali
- Kion (st.1-3): un leoncino (leone adolescente nella terza stagione), figlio del re Simba e della regina Nala, nipote di Mufasa, fratello minore di Kiara, principe delle Terre del Branco, e capo della Guardia del Leone, nonché il suo membro più fiero. È il protagonista della serie. Ha avuto un rapporto amicizia-amore con Fuli e Jasiri, ma nel finale si sposerà con la leonessa Rani, diventando Re dell'Albero della Vita. Spesso esclama “Hevi kabisa!”, quand'è preoccupato o sorpreso. Nello speciale che apre la terza stagione il cobra Ushari, in seguito buttato nella lava da Banga, lo morderà all’occhio, proprio come accadde a Scar da un altro serpente, causandogli una cicatrice che man mano cercherà a causa del veleno di farlo diventare cattivo, non controllando dunque il ruggito esattamente come fece il malefico pro-zio Scar, durante il viaggio verso l’Albero della Vita, dove verrà curato da Nirmala e controllerà il ruggito grazie allo spirito dell’antenato di quest’ultima, il leader della prima Guardia del Leone Askari. Inoltre, alla fine dell’episodio Ritorno alle Terre del Branco, diventerà re dell’Albero della Vita. Il suo nome si pronuncia "Kaion".
- Bunga (st.1-3): un tasso del miele, membro più coraggioso della Guardia del Leone. È il nipote adottivo di Timon e Pumbaa e il migliore amico di Kion. Non ha un buon rapporto con l'igiene personale ed è un ottimo babysitter. Spesso esclama “Incre-Bunga-dibile”. Il suo motto è “Zuka Zama!”. Il suo nome si pronuncia "Banga".
- Ono (st.1-3): una giovane egretta maschio, amico di Kion e membro dalla vista più acuta (fino agli inizi della terza stagione) e il più intelligente (nella terza) della Guardia del Leone. Spesso esclama “Hapana!”, quand'è preoccupato. Nello speciale che apre la terza stagione, dopo aver salvato Banga dalla lava del vulcano, sarà esposto ai fumi che gli causeranno scarsa vista agli occhi, venendo poi curato ma non del tutto all’Albero della Vita, sviluppando però una memoria e un’astuzia che lo renderanno quindi il più intelligente della Guardia del Leone.
- Beshte (st.1-3): un giovane ippopotamo, membro più forte della Guardia del Leone e amico di Kion. Spesso esclama “Poa!”. Il suo urlo in battaglia è “Twende Kiboko!”.
- Fuli (st.1-3): una giovane femmina di ghepardo reale, membro più veloce della Guardia del Leone, amica di Kiara e Kion e secondo in comando della squadra. Lei è anche il primo animale femmina a servire nella Guardia come affermato ne Il ritorno di Scar. Non sopporta i babbuini e non ha problemi a stare da sola. Il suo urlo in battaglia è “Huwezi!”.
- Anga (st.3, guest 2): una giovane aquila marziale, entra a far parte della Guardia del Leone tra la fine della seconda stagione e l’inizio della terza come il membro dalla vista più acuta (congiuntamente a Ono in questo periodo). Ha anche la capacità di volare a quote elevate. Il suo urlo in battaglia è “Anga Lenga!”.
- Makini (st.3, ricorrente 2): una femmina di mandrillo, addestrata da Rafiki per succedergli come Mjuzi reale, è molto allegra e loquace, ma anche coraggiosa e leale e la sua Guardia del Leone preferita è Fuli. Fa la sua comparsa nello speciale Il ritorno di Scar. Ma in seguito ricoprirà quel ruolo all’Albero della Vita (per breve tempo nel regno di Janna e successivamente in quello di Rani e Kion).

### Personaggi Secondari
- Re Simba (ricorrente st.1-2, guest 3): un leone, figlio di Mufasa e di Sarabi, compagno di Nala, nipote di Scar e padre di Kiara e Kion. È il re delle Terre del Branco. Lui e Bunga condividono la storia di aver vissuto con Timon e Pumbaa.
- Regina Nala (ricorrente st.1-2, guest 3): una leonessa, compagna di Simba e madre di Kiara e Kion. È la regina delle Terre del Branco.
- Principessa Kiara (ricorrente st.1-2, guest 3): una leoncina, figlia del re Simba e della regina Nala, nipote di Mufasa, sorella maggiore di Kion, pronipote di Scar e principessa delle Terre del Branco, nonché futura regina. Come suo padre Simba è una cucciola molto curiosa, testarda e determinata che tende a cacciarsi sempre nei guai, spesso coinvolgendo anche Kion, con cui ha rapporto un po' conflittuale, ma gli vuole comunque bene. Nella fine della terza stagione, in seguito agli eventi del secondo film, è fidanzata con Kovu.
- Timon e Pumbaa (ricorrente st.1-2, guest 3): un suricato e un facocero, zii adottivi di Simba e Bunga. Il loro motto è "Hakuna Matata".
- Rafiki (ricorrente st.1-2, guest 3): un vecchio e saggio mandrillo, Mjuzi reale (custode e consigliere) della famiglia reale della Rupe dei Re.
- Zazu (ricorrente st.1-2, guest 3): un bucero beccorosso, maggiordomo di Simba, che fornisce notizie sulle Terre del Branco tramite il rapporto del mattino.
- Re Mufasa (ricorrente st.1-2, guest 3): un anziano e saggio leone, padre di Simba e nonno paterno di Kiara e Kion, ucciso nel film originale da una mandria di gnu impazzita per una trappola architettata dal fratello minore Scar. Dalla sua morte, vive come uno spirito che dà consigli a Kion su come superare qualsiasi difficile situazione. Sua moglie Sarabi appare soltanto nelle illustrazioni della Tana della Guardia disegnate da Rafiki.
- Principe Kovu: un leoncino, successore prescelto di Scar, figlio più giovane di Zira e fratello minore di Nuka e Vitani. Prima della serie, ha stretto amicizia con Kiara. Nella prima stagione è un leoncino ma nel finale della terza è ormai un giovane leone adulto quasi simile a Scar. Tuttavia, nonostante l'aspetto, è promesso sposo a Kiara (dopo gli eventi del secondo film) e quindi diventerà il prossimo re delle Terre del Branco insieme a Simba, che diventa suo amico e suo fratello.
- Tiifu (ricorrente st.1-2, guest 3): una leoncina amica di Kiara e membro del regno di Simba, è molto più sensibile della sua costante amica Zuri. In un'intervista è stato rivelato che lei è il leone più piccolo e più giovane delle Terre del Branco.
- Zuri (ricorrente st.1-2, guest 3): un'altra leoncina amica di Kiara e membro del regno di Simba, piuttosto vanitosa e che odia sporcarsi.
- Thurston (ricorrente st.1-2, guest 3): è una zebra, il capo pieno di sé e non molto sveglio del suo gruppo di zebre che quando hanno paura corrono via esclamando Panico e Fuga! e che nella terza stagione proteggeranno il Cerchio della Vita mentre la Guardia del Leone è all'Albero della Vita.
- Makuu (ricorrente st.1-2, guest 3): un coccodrillo del Nilo, capo della sua flotta delle Terre del Branco. Nella prima stagione è prepotente e arrogante, ma in seguito si unirà agli animali delle terre del branco per sconfiggere Scar.
- Basi (ricorrente st.1-2, guest 3): un saggio e adulto ippopotamo, capo del suo branco e padre di Beshte.
- Pua (guest st.1-2): un saggio e anziano coccodrillo, ex capo dell'attuale flotta di Makuu.
- Gruppo di Grande Babbuino (guest st.1-2): un gruppo di maliziosi babbuini verdi.
  - Grande Babbuino: un anziano fiducioso babbuino verde, capo del suo gruppo.
  - Gumba: un cucciolo vivace di babbuino verde.
- Mbeya (guest 1-3): un vecchio e a volte scorbutico rinoceronte nero.
- Mandria di Ma Tembo (ricorrente st.1-2, guest 3): una mandria di elefanti africani con a capo l’anziana e gentile elefantessa Ma Tembo.
- Ajabu (guest 1): un okapi, giunto nelle Terre del Branco nel tentativo di sfuggire al leopardo Makucha. Diverrà amico di Beshte.
- Badili: un giovane leopardo africano di carattere timido e amichevole. Giungerà nelle Terre del Branco poiché gli era stato sottratto il suo territorio ma con l'aiuto della Guardia del Leone, riuscirà a riconquistarlo.
- Jasiri (ricorrente st.2, guest 1 e 3): è una iena e vive nelle Terre di Nessuno con il suo branco. Lei e Kion si aiutano a vicenda in un momento di difficoltà e il suo comportamento permette al giovane leone di prendere coscienza che non tutte le iene sono nemici e tra i due si sviluppa un forte rapporto di affetto e amicizia. Nella terza stagione si fidanzerà con Janja, dopo che gli avrà salvato la vita (ep. La resistenza delle iene) e lui diventerà buono.
- Il branco di Jasiri (ricorrente st.2, guest 1 e 3): il gruppo di Jasiri. Nella seconda stagione formeranno un gruppo di resistenza per scoprire i piani di Scar.
- Shabaha: è una leonessa, la più coraggiosa della nuova Guardia del Leone di Vitani. Viene sconfitta da Banga durante la sfida tra le Guardie nell'ultimo episodio.
- Kasi: è una leonessa, la più veloce della nuova Guardia del Leone di Vitani. Viene sconfitta da Fuli durante la sfida tra le Guardie nell'ultimo episodio.
- Tazama: è una leonessa, quella dalla vista più acuta della nuova Guardia del Leone di Vitani. Sconfigge Anga durante la sfida tra le Guardie nell'ultimo episodio.
- Imara: è una leonessa, la più forte della nuova Guardia del Leone di Vitani. Sconfigge Beshte durante la sfida tra le Guardie nell'ultimo episodio.

Il Branco della Notte (The Night Pride) sono un gruppo di quattro leoni asiatici che proteggono l'Albero della Vita e il Cerchio della Vita. Come la Guardia del Leone, possiedono un marchio: una sorta di albero-leone, la cui criniera è rappresentata dalle foglie dell'albero e il muso dal tronco.
- Principessa Rani: è una leonessa asiatica  giovanissima dal pelo marrone, primo membro del Night Pride, nipote di Janna (nonna) e di Sorak (zio) e sorella maggiore di Baliyo. Con Kion instaurerà un rapporto di amicizia, che si trasformerà in sentimento d'amore, poiché i due hanno molte cose in comune. Nell'ep. Lunga vita alla regina, dopo la morte della nonna Janna, diventa regina dell'Albero della Vita.
- Baliyo: è il fratello minore di Rani, nipote di Janna (nonna) e Sorak (zio), secondo membro del Night Pride e leone asiatico adolescente. Come gli altri ha il pelo marrone ed ha una criniera un po' più folta di quella di Kion, essendo un giovanissimo leone. Ha un carattere stravagante ma deciso.
- Sorak: è lo zio paterno di Rani e Baliyo, fratello minore del loro defunto padre, figlio minore di Janna, terzo membro del Night Pride e leone asiatico adulto. Come gli altri ha il pelo marrone ed ha una criniera folta quanto quella di Simba. È un leone misterioso.
- Nirmala: è il quarto membro del Night Pride, amica di Rani, Baliyo e Sorak. È una leonessa asiatica dal pelo marrone, un po' più adulta di Rani e porta sulla testa un fiore rosa. È una guaritrice ed è una discendente di Askari, leader della prima Guardia del Leone.
  - Regina Janna: è la regina dell'Albero della Vita, un'anziana leonessa asiatica dal pelo marrone, saggia come Mufasa. È la madre di Sorak e di suo fratello maggiore, il defunto padre di Rani e Baliyo e nonna paterna degli ultimi due. Morirà nell'episodio Lunga vita alla regina e le succederà la primogenita del suo primogenito, ovvero Rani. Ha una corporatura simile a quella di Sarabi, la compagna di Mufasa, della quale è, verosimilmente, coetanea.
- Ullu: è una civetta che avvisa sempre il Night Pride di imminenti pericoli. È bianca.
- Azaad: un maschio di ghepardo asiatico che farà amicizia con la Guardia, specialmente Fuli dopo che lei lo ha salvato, e che ha abitato anche nelle Terre del Branco per un periodo. Ricompare negli ultimi due episodi della terza stagione, in procinto di tornare alle Terre del Branco con Janja, Jasiri e la Guardia per fermare la terribile Zira.
- Varya: una tigre siberiana. Ha tre cuccioli. Nell'episodio Lunga vita alla regina, dopo essere stati attaccata con i suoi cuccioli da Makucha e il suo clan e salvati dalla Guardia e dal Branco della Notte, troverà un nuovo posto dove vivere grazie a Bunga e Rani.
- I tigrotti: tre tigrotti figli di Varya. Faranno amicizia con Bunga.
- Sãhasí e Ãnanda: sono due leoni asiatici dal colore marrone, i defunti genitori di Rani e Baliyo, fratello e cognata di Sorak e figlio e nuora di Janna. Non si sa come siano morti. Appaiono come spiriti a Rani consigliandole il meglio e dicendole di seguire i consigli dell’anziana nonna regina.
- Pinguino: è l'egocentrico leader dei pinguini.
- Tangaaim: un orso polare che farà amicizia con Beshte.
- Binga: una femmina di tasso del miele che nell'ep. La piccola vecchia Ginterbong batterà Bunga in ogni sfida, ma i due diventeranno migliori amici. Ha una corporatura simile a Bunga ma il suo pelo è più viola che blu.
- Hong Hong: è un panda che abita nella foresta di bambù, che fa parte delle provincie circostanti dell'Albero della Vita, e si nutre di essi. Nell'ep. Lunga vita alla regina ha dei problemi con i lemuri, risolti dalla regina Rani.

#### Antagonisti
Stagioni 1-2
- Janja - una iena maculata adolescente maschio, antagonista principale della prima stagione, in seguito antagonista secondario della seconda stagione e dalla terza stagione in poi è uno dei personaggi secondari buoni della serie. Nella prima stagione vuole a tutti i costi dominare le Terre del Branco, con il suo esercito di iene, ma viene sempre sconfitto da Kion e dalla Guardia del Leone, il che lo porta a resuscitare Scar per allearsi con lui per impossessarsi delle Terre del Branco. Tuttavia, a partire dagli inizi della terza stagione, dopo che Jasiri lo ha salvato a fine seconda stagione e dopo il tradimento di Scar, si redime, innamorandosi di Jasiri e aiutando Kion e la Guardia del Leone a sconfiggere Scar, diventando permanentemente amico della Guardia e il fidanzato di Jasiri. È il figlio di Shenzi. È doppiato nella versione originale da Andrew Kishino e da Stefano Benassi in quella italiana.
- Mzingo - un avvoltoio di Rueppell che fa da maggiordomo e alleato più fidato di Janja. Nella seconda stagione lui e il suo stormo si alleeranno con Scar e il loro compito sarà incendiare le Terre del Branco con il "Fuoco dal cielo". Anche dopo che le iene sono passate al lato buono e dopo la sconfitta di Scar, lui e il suo stormo si alleeranno con loro e, nell'ultimo episodio, con la Guardia del Leone. È doppiato nella versione originale da Greg Ellis e da Christian Iansante in quella italiana.
- Cheezi - una iena completamente matta, alleato e amico di Janja. È il figlio di Ed; tuttavia, a differenza di suo padre, è capace di parlare. È doppiato nella versione originale da Vargus Mason e da Nanni Baldini in quella italiana.
- Chungu - una iena di robusta costituzione, anch’egli un po' matto e alleato e amico di Janja. È il figlio di Banzai. È doppiato nella versione originale da Kevin Schon e da Roberto Stocchi in quella italiana.
- Kiburi - Un perfido coccodrillo che verrà sconfitto da Makuu al Mashindano ed esiliato con i suoi tre complici da Simba per aver tentato di ucciderlo. Lui e il suo branco si alleeranno con Scar. Doppiato nella versione originale da Common e in quella italiana da Stefano Mondini.
- Reirei - Una perfida e scaltra femmina di sciacallo dalla gualdrappa, a capo della sua famiglia e residenti nelle Terre di Nessuno. In seguito si unisce all'esercito di Scar. È l'unico capo degli eserciti di Scar che è femmina, escludendo il gruppo di lucertole. È doppiata da Ana Gasteyer in originale da Barbara Castracane in italiano.
- Goigoi - È uno sciacallo, compagno di Reirei. Seppure sia al pari di quest'ultima alquanto infido, è estremamente ottuso.
- Ushari - Un cobra insolente che resuscita Scar con l'aiuto di Janja, in seguito diventa il fedelissimo luogotenente di Scar. Verrà ucciso da Banga, che lo butterà nel fuoco del vulcano. È doppiato da Christian Slater in originale e da Francesco Pezzulli in italiano.

Stagione 1
- Zira: una leonessa, madre di Nuka, Vitani e Kovu e il capo dei Rinnegati. In passato sembra che sia stata la compagna di Scar, forse padre di Nuka, Vitani e Kovu, ecco perché si è creato un clan di leonesse fedeli a lui. Dopo aver attaccato le Terre del Branco, in contemporanea del secondo film, morirà e il suo branco, unito a quello di Simba, verrà capeggiato da Vitani.
- Nuka: un giovane leone, figlio maggiore di Zira e fratello maggiore di Vitani e Kovu. Nella terza stagione non è presente perché morto (dopo gli eventi del secondo film), nonostante venga nominata solo la sorte di Zira.
- Vitani: una leoncina, figlia di Zira e sorella di Nuka e Kovu. Nel finale della terza stagione, ormai giovane adulta come Kovu, sfida Kion ad un Mashindano per sostituirlo come capo della Guardia del Leone, dopo che le loro Guardie erano rimaste a pari punti, ma quando Kion vede come lei sia disposta a combattere anche se il Ruggito determinerebbe di sicuro la di lei sconfitta, decide che lei possiede il coraggio necessario per succedergli, dovendo lui inoltre proteggere Rani e l'Albero della Vita. Quindi, senza neanche terminare la sfida, le trasferisce i propri poteri e la nomina nuovo Capo della Guardia del Leone dopo Kion, ora formata da lei, Shabaha, Kasi, Tazama e Imara, ex-leonesse dei Rinnegati e attualmente facenti parte delle Terre del Branco (dopo gli eventi del secondo film).

Stagione 2
- Scar: antagonista principale della serie. Un leone malefico con una cicatrice sull'occhio, zio defunto di Simba, pro-zio di Kiara e Kion e fratello minore di Mufasa. Da giovane era stato il leader della Guardia del Leone ma un giorno fu ingannato da uno strano leone che gli graffio l'occhio con un serpente e fu soprannominato da Mufasa Scar; volendo vendicarsi chiese aiuto alla Guardia del Leone ma al loro rifiuto li uccise tutti con il ruggito, perdendolo. Nel primo film che prende gli eventi tempo addietro della serie uccide Mufasa e dopo essere stato sconfitto da Simba in una gigantesca lotta, fu ucciso dalle iene, sue alleate dopo che cercò di incolparle della morte di Mufasa. Alla fine di Il ritorno di Scar che funge da prologo alla seconda stagione, Kion evoca involontariamente Scar come uno spirito di fuoco nel vulcano delle Terre di Nessuno dopo aver usato il Ruggito degli Antenati con rabbia quando Janja lo ha provocato. Scar comincia quindi a formulare piani per conquistare le Terre del Branco e governarle per sempre. Nello speciale Battaglia per le Terre del Branco però verrà sconfitto, dopo che la pioggia annienterà la sua fonte di alimentazione: il fuoco. È il padre adottivo di Nuka, Vitani e Kovu e quindi precedentemente amante di Zira.

Stagione 3
- Makucha: Un leopardo africano. È il principale antagonista della terza stagione, che crea un gruppo insieme a Mama Binturong ed altri alleati contro la Guardia del Leone e gli abitanti dell'Albero della Vita. È comparso brevemente anche nelle stagioni 1-2 nelle Terre del Branco, ricoprendo un ruolo nemico minore.
- Chuluun: Una femmina di leopardo delle nevi. È il temuto Fantasma della Montagna dell’omonimo episodio. Dopo essere stata sconfitta si allea con Makucha contro la Guardia del Leone, ma viene sconfitta con tutti gli altri.
- Ora: Un drago di Komodo che dall’episodio L’isola dei draghi, per vendetta verso Kion, si allea con Makucha e Chuluun. È molto crudele e vorace.
- Mama Binturong/Nonna Ginterbong - È una malefica femmina di binturong che dall’episodio a lei dedicato (l’ottavo della terza stagione) vuole vendicarsi di Banga, che ha fatto appassire i suoi tuliza con la sua flatulenza. Si allea con Makucha, Chuluun e Ora ed il resto del gruppo, ma venendo sconfitta dopo un'altra fluteranza di Bunga.
- Gli istrici di Mama Binturong: Un gruppo di istrici fedeli a Mama Binturong.
- Leopardi e draghi di Komodo: Due leopardi africani e due draghi di Komodo che si alleano ai loro simili Makucha, Chuluun e Ora, dopo esser stati chiamati da Mama Binturong. Insieme ai quattro ideatori e agli istrici di Mama Binturong vengono sconfitti definitivamente dal ruggito di Kion, nell’episodio Il trionfo del ruggito.
- Strano Leone: un leone giallo dalla criniera marrone con una cicatrice sull'occhio che Scar menziona a Ushari durante il suo flashback: quando era giovane e leader della Guardia del Leone Scar fu ingannato da questo leone che gli disse che voleva aiutarlo a diventare Re, ma in realtà lo porto al vulcano e gli fece graffiare l'occhio sinistro dallo strano serpente. Il leone infuriato li spazza via col suo ruggito dentro il vulcano. Scar, in seguito, viene corrotto e il suo odio verso Mufasa inizia dopo che il fratello scherzosamente lo ha iniziato a chiamare Scar e poi prende ispirazione da questo fatto per la trappola a Kion nell' episodio Battaglia per le Terre de branco.
- Strano Cobra: un cobra nero con le striature viola, probabilmente antenato di Ushari, amico del Leone Strano che ingannò Scar. Gli fece la cicatrice sull'occhio sinistro sotto ordine del suo amico e Scar, non potendo trattenere la rabbia, li ruggisce contro a tutti e due e li fa precipitare nel vulcano. Ushari farà la stessa cosa che fece questo cobra nell'episodio "Battaglia per le Terre del Branco "con Kion.

## Doppiatori
| Personaggio | Doppiatore originale | Doppiatore italiano                      |
| ----------- | -------------------- | ---------------------------------------- |
| Kion        | Max Charles          | Mattia Fabiano (voce) Simone Iuè (canto) |
| Bunga       | Joshua Rush          | Lorenzo D'Agata                          |
| Ono         | Atticus Shaffer      | Alex Polidori                            |
| Beshte      | Dusan Brown          | Lorenzo Crisci                           |
| Fuli        | Diamond White        | Sara Labidi                              |

| Personaggio    | Doppiatore originale                                            | Doppiatore italiano                            |
| -------------- | --------------------------------------------------------------- | ---------------------------------------------- |
| Simba          | Rob Lowe                                                        | Riccardo Rossi (voce) Valerio Scanu (canto)    |
| Nala           | Gabrielle Union                                                 | Barbara De Bortoli                             |
| Kiara          | Eden Riegel                                                     | Emanuela Ionica                                |
| Timon e Pumbaa | Kevin Schon e Ernie Sabella                                     | Roberto Pedicini e Ernesto Brancucci           |
| Rafiki         | Khary Payton                                                    | Edoardo Siravo                                 |
| Zazu           | Jeff Bennett                                                    | Ambrogio Colombo                               |
| Mufasa         | James Earl Jones (Il ritorno del ruggito) Gary Anthony Williams | Renzo Stacchi                                  |
| Scar           | David Oyelowo                                                   | Gerolamo Alchieri                              |
| Zira           | Nika Futterman                                                  | Paola Tedesco (voce) Giò Giò Rapattoni (canto) |
| Kovu           | Jason Marsden                                                   | Alessandro Quarta                              |
| Nuka           | Andy Dick                                                       | Francesco Pezzulli                             |
| Vitani         | Lacey Chabert                                                   | Monica Bertolotti                              |

| Personaggio            | Doppiatore originale                                                                                               | Doppiatore italiano                                  |
| ---------------------- | --- | ---------------------------------------------------- |
| Tiifu                  | Sarah Hyland (Il ritorno del ruggito, prima stagione, e Il ritorno di Scar) Bailey Gambertoglio (seconda stagione) | Lucrezia Marricchi                                   |
| Zuri                   | Madison Pettis | Agnese Marteddu                                      |
| Makuu                  | Blair Underwood | Andrea Lavagnino                                     |
| Basi                   | Kevin Michael Richardson                                                                                           | Paolo Marchese                                       |
| Pua                    | Gerald C. Rivers                                                                                                   | Alessandro Rossi                                     |
| Gran Babbuino          | Ford Riley (Il ritorno del ruggito) Dee Bradley Baker (resto degli episodi)                                        | Leslie La Penna                                      |
| Gumba                  | Jacquez Swanigan                                                                                                   | Francesco Aimone                                     |
| Mbeya                  | Howy Parkins | Stefano Alessandroni                                 |
| Makini                 | Landry Bender | Vittoria Bartolomei                                  |
| Thurston               | Kevin Schon | Sergio Lucchetti                                     |
| Kwato                  | Lyons Luke Mathias                                                                                                 | Gabriele Meoni                                       |
| Ma Tembo               | Lynette DuPree | Cristina Noci (La festa del Kupatana) Aurora Cancian |
| Mtoto                  | Justin Felbinger                                                                                                   | Giulio Bartolomei                                    |
| Madre di Mtoto         | Virginia Watson | Barbara Sacchelli                                    |
| Zito                   | Nick Watt | Gianluca Machelli                                    |
| Johari                 | Ace Gibson | Ludovico Versino                                     |
| Zigo                   | Marieve Herington                                                                                                  | Serena Sigismondo                                    |
| Twiga                  | Alex Cartana | Elisa Angeli                                         |
| Juhudi                 | Ivy Bishop | Monica Volpe                                         |
| Shingo                 | Phil LaMarr | Stefano Brusa                                        |
| Mbuni                  | Russi Taylor | Flaminia Fegarotti                                   |
| Muhanga                | Russi Taylor | Raffaella Castelli                                   |
| Muhangus               | Khary Payton | Dodo Versino                                         |
| Kambuni                | Mckenna Grace | Arianna Vignoli                                      |
| Shauku                 | Jacob Guenther | Filippo Di Staso                                     |
| Tamaa                  | C. J. Byrnes | Alessandro Budroni                                   |
| Muhimu                 | Kari Wahlgren | Laura Lenghi                                         |
| Hamu                   | Lyons Luke Mathias                                                                                                 | Diego Follega                                        |
| Swala                  | Tunisia Hardison                                                                                                   | Barbara Pitotti                                      |
| Ajabu                  | Ron Funches | Emanuele Ruzza                                       |
| Mjomba                 | Charlie Adler | Pasquale Anselmo                                     |
| Ogopa                  | Marieve Herington                                                                                                  | Monica Volpe                                         |
| Haya                   | Ogie Banks | David Chevalier                                      |
| Laini                  | Meghan Strange | Flaminia Fegarotti                                   |
| Vuruga Vuruga          | Virginia Watson | Lorenza Biella                                       |
| Babbuino baby          | | Veronica Cuscusa                                     |
| Madre di babbuino baby | | Carolina Zaccarini                                   |
| Giovane rinoceronte    | Kari Wahlgren | Valerio Monforte                                     |
| Genetta                | | Silvia Baroni                                        |
| Fratelli istrice       | | Veronica Cuscusa                                     |
| Hadithi                | John O'Hurley | Saverio Indrio                                       |
| Bupu                   | Michael Dorn | Gerolamo Alchieri                                    |
| Boboka                 | Erica Luttrell | Laura Nicolo                                         |
| Chura                  | Meghan Strange | Domitilla D'Amico                                    |
| Kifaru                 | Maurice LaMarche                                                                                                   | Leslie James La Penna                                |
| Mwenzi                 | Rhys Darby | Luigi Ferraro                                        |
| Kulinda                | Elise Allen | Giò Giò Rapattoni                                    |
| Tumbili                | Ace Gibson | Nicola Braile                                        |
| Chama                  | Jacob Bertrand | Riccardo Suarez                                      |
| Mzaha                  | Cade Sutton | Leonardo Della Bianca                                |
| Furaha                 | Mekai Curtis | Tito Marteddu                                        |
| Nyuni                  | Nolan North | Luigi Scribani                                       |
| Hodari                 | Justin Hires | Davide Perino                                        |
| Kongwe                 | CCH Pounder | Cristiana Lionello                                   |
| Kinyonga               | Meghan Strange | Veronica Cuscusa                                     |
| Kuchimba               | A. J. McLean | Gabriele Patriarca                                   |
| Jasiri                 | Maia Mitchell | Margherita De Risi                                   |
| Madoa                  | Maisie Klompus | Veronica Benassi (st. 1) Joy Saltarelli (st. 2)      |
| Tunu                   | Crimson Hart | Carolina Gusev                                       |
| Wema                   | Fiona Hart | Sara Tesei                                           |
| Badilli                | Jack McBrayer | Paolo De Santis                                      |
| Dhahabu                | Renée Elise Goldsberry                                                                                             | Rossella Acerbo                                      |
| Raha                   | Rico Rodriguez | Gabriele Patriarca                                   |
| Starehe                | Raini Rodriguez | Elena Perino                                         |
| Re Sokwe               | John Rhys-Davies                                                                                                   | Alessandro Rossi                                     |
| Hafifu e Majinuni      | Phil Lester e Dan Howell                                                                                           | Emiliano Coltorti e Daniele Raffaeli                 |
| Uroho                  | Sinbad | Roberto Draghetti                                    |
| Mwevi e Mwizi          | Dee Bradley Baker                                                                                                  | Fabrizio Vidale e Franco Mannella                    |

| Personaggio | Doppiatore originale           | Doppiatore italiano                              |
| ----------- | ------------------------------ | ------------------------------------------------ |
| Janja       | Andrew Kishino                 | Stefano Benassi                                  |
| Cheezi      | Vargus Mason                   | Nanni Baldini                                    |
| Chungu      | Kevin Schon                    | Roberto Stocchi                                  |
| Nne e Tano  | Beau Black e Dee Bradley Baker | Carlo Scipioni e Sergio Luzi                     |
| Mzingo      | Jonny Rees                     | Christian Iansante                               |
| Mwoga       | Cam Clarke                     | Stefano Brusa                                    |
| Ushari      | Christian Slater               | Ivan Andreani (st. 1) Francesco Pezzulli (st. 2) |
| Reirei      | Ana Gasteyer                   | Barbara Castracane                               |
| Goigoi      | Phil LaMarr                    | Francesco De Francesco                           |
| Dogo        | Jacob Guenther                 | Giulio Bartolomei                                |
| Kijana      | Amber Hood                     | Sara Tesei                                       |
| Shupavu     | Meghan Strange                 | Barbara Sacchelli                                |
| Njano       | Ford Riley                     | Matteo De Martino                                |
| Nyeusi      | Dee Bradley Baker              | Davide Lepore                                    |
| Kiburi      | Common                         | Stefano Mondini                                  |
| Tamka       | Nolan North                    | Sergio Luzi                                      |
| Nduli       | Jorge Diaz                     | Sacha De Toni                                    |
| Kenge       | Kristofer Hivju                | Stefano Thermes                                  |
| Sumu        | Ford Riley                     | Roberto Fidecaro                                 |
| Makucha     | Steve Blum                     | Leslie James La Penna                            |
| Mapigano    | Jorge Diaz                     | Francesco Pezzulli                               |
| Mpishi      | Carla Hall                     | Daniela D'Angelo                                 |

## Sviluppo
La serie è stata annunciata dalla Disney il 9 giugno 2014 in attesa del 20º anniversario ed essa è stata descritta come l'incontro tra i personaggi de Il re leone e quelli dei supereroi della Marvel, gli Avengers, sebbene c'è stato l'incontro tra Nancy Kanter, la manager generale del canale Disney Junior e Robert Iger, il capo esecutivo della Disney. Iger suggerì alla Kanter che il canale potrebbe considerare un contenuto di protezione per i festeggiamenti del 20º anniversario del film Disney nel 2014. La Disney ha dimostrato il prestito di repertorio ad un pubblico di prova dei giovani, che sono stati in grado di dare suggerimenti, come la regolazione del look delle iene. La Disney Consumer Products lanciò una linea di giocattoli tratti dalla serie animata e almeno cinque titoli di libri basati sulla serie televisiva previsti per il rilascio nel mese di gennaio 2016 come Il ritorno del ruggito, Amici quasi piacevoli, Occhi nel cielo, Un nuovo posto per Fuli, Il ruggito di Kion, Presto sarò regina, Il saggio Banga, Seguiamo l'ippopotamo, Unisciti alla Guardia del Leone e L'alfabeto degli animali di Kion.
Per The Lion Guard è stato fissato una mini-anteprima per il 2015 durante la Disney D23 Expo e il 12 agosto 2015 quest'ultimo è stato mostrato con le nuove informazioni sul set di The Lion Guard - Il ritorno del ruggito (The Lion Guard - Return of the Roar).

## Accoglienza
The Lion Guard ha ricevuto un'accoglienza generalmente positiva da parte del pubblico e della critica, in particolare per la sua capacità di introdurre i più piccoli all'universo de Il re leone attraverso una narrazione educativa e avvincente. I critici hanno lodato la qualità dell'animazione, la colonna sonora coinvolgente e la presenza di messaggi positivi come il lavoro di squadra, la responsabilità e il rispetto per la natura. Il doppiaggio è stato apprezzato per le performance energiche e adatte al pubblico infantile, con particolare riconoscimento per Max Charles, voce di Kion nella versione originale.
Dal punto di vista pedagogico, la serie è stata valutata favorevolmente da genitori ed educatori per il modo in cui promuove valori morali e comportamenti collaborativi, in linea con gli standard dei programmi per bambini di Disney Junior. Tuttavia, alcuni osservatori hanno ritenuto che la trama risultasse in certi episodi prevedibile o troppo semplificata per gli spettatori più grandi o per i fan adulti della saga originale.
Il film televisivo introduttivo The Lion Guard: Il ritorno del ruggito ha ottenuto buoni risultati di ascolto negli Stati Uniti, con oltre 5 milioni di telespettatori durante la prima messa in onda, confermando l'interesse del pubblico verso l'espansione del franchise. La serie ha inoltre mantenuto una solida popolarità nel corso delle sue tre stagioni, ottenendo buone performance anche sulle piattaforme di streaming e nelle vendite home video.

## Home video
Una selezione non molto grande di episodi delle prime due stagioni sono stati distribuiti dalla Walt Disney Studios Home Entertainment tra il 2016 e il 2018.
| Titolo                                  | Rilascio          | Episodi |
| --------------------------------------- | ----------------- | --- |
| The Lion Guard: Il ritorno del ruggito  | 23 febbraio 2016  | Film |
| The Lion Guard: Scatena la forza        | 20 settembre 2016 | - La nuova famiglia di Fuli (Stagione 1, episodio 7) - Banga il saggio (Stagione 1, episodio 3) - L'occhio di Ono (Stagione 1, episodio 5) - Seguite l'ippopotamo! (Stagione 1, episodio 9) - Cercando Utamu (Stagione 1, episodio 8) - Mai giudicare una iena dalle macchie (Stagione 1, episodio 2) |
| The Lion Guard: Le terre dell'avventura | 10 gennaio 2017   | - L'ascesa di Makuu (Stagione 1, episodio 1) - La festa del Kupatana (Stagione 1, episodio 6) - Banga e il re (Stagione 1, episodio 13) - Il ruggito della discordia (Stagione 1, episodio 21) - L'okapi immaginario (Stagione 1, episodio 14)                                                        |
| The Lion Guard: Il ritorno di Scar      | 9 gennaio 2018    | - The Lion Guard: Il ritorno di Scar (film) - Il problema con i galagoni (Stagione 1, episodio 16) - La nuova squadra di Janja (Stagione 1, episodio 17) - Babbuini! (Stagione 1, episodio 18) - I leoni delle Terre di Nessuno (Stagione 1, episodio 20)                                             |